# Ezechiasz (cesarz Etiopii)
Ezechiasz (także Hezkyjas, Hezqeyas, lub Hezekias, ur. ? – zm. 13 września 1813) – cesarz Etiopii od 26 lipca 1789 do stycznia 1794.

## Okoliczności wyniesienia do tronu
Ezechiasz pochodził z dynastii salomońskiej i był synem byłego cesarza Jozuego III i prawnukiem Jozuego II Kuareńczyka. W 1789 roku został sprowadzony z królewskiego więzienia na górze Uehni Amba przez azacza Dagale i kantibę Ajadara. Uczynili oni Ezechiasza cesarzem w czasie rządów Tekle Gijorgisa I. W tym czasie zajęty on był tłumieniem buntów na prowincji, ale na wieść o nowym buncie wyruszył z Aringo by go stłumić. Dedżazmacze Amade i Ali Borsze ze wsparciem żołnierzy rasa Aligaza z Jedżu, otoczyli armię Tekle Gijorgisa, a on sam uciekł i przekroczył rzekę Abay, aby znaleźć schronienie w Godżamie. W międzyczasie jednym z pierwszych postanowień nowego cesarza, Ezechiasza była promocja Hajle Josadika na zarządcę Godżamu, a fitaurari Ikonjana na dedżazmacza Damot.

## Pierwsze walki o tron z Tekle Gijorgisem I
Według Kroniki królewskiej krótko po koronacji Ezechiasz uciekł z Gonderu po tym, jak Tekle Gijorgis wyruszył tam z wyprawą zbrojną. Po dotarciu do Kemaken, do Ezechiasza dołączył dedżazmacz Hajlu Eszte, fitauraru Ikonjan, dedżazmacz Hajlu Terbenos i inni. Wzmocniony Ezechiasz natarł na Gondar i odbił miasto. Tekle Gijorgis został zmuszony do ucieczki. Udał się do Godżamu przez Dengel Ber, gdzie dołączył do niego ras Hajle Josadik i razem wyruszyli na Gondar. Następnie Tekle Gijorgis I nie zdecydował się na rozegranie bitwy z Ezechiaszem i zamiast tego, postanowił uwolnić swoich krewnych z więzienia na górze Uehni Amba. Później sojusznicy Ezechiasza starali się przywrócić jego rządy w Gonderze po tym, jak miasto okupowane było przez keniazmacza Gualedża. Ostatecznie Gualedż został pokonany i uciekł do Sar Ueha.

## Dalsze walki o władzę
Przez większą część pierwszego roku panowania Ezechiasza, ras Aligaz nie był w stanie skutecznie interweniować, by wspomóc cesarza. Ostatecznie wysłał do niego maketa azmacza Uelde Mikaela, by pomagał cesarzowi. Uzurpator Tekle Hajmanot z Gonderu w lutym 1788 w Godżamie proklamował się cesarzem, co podważyło autorytet Ezechiasza i de facto dzieliło królestwo na dwie części. W następnym roku Tekle Gijorgis zerwał przymierze z rasem Josadikiem i zaczął szukać wsparcia u innych możnowładców. Pozytywną odpowiedź odnośnie do współpracy uzyskał u rasa Aligaza, ale po przybyciu uzurpatora Tekle Hajmanota z Gonderu do pałacu Aligaza w Filakit Gereger, Tekle Gijorgis został uwięziony przez uzurpatora w Emakinie. Porę deszczową 1790 Ezechiasz spędził w Filakit Gereger, a w 1791 w Gonderze. W 1792 Ezechiasz wystąpił przeciwko swojemu dotychczasowemu, najważniejszemu sojusznikowi, rasowi Aligazowi. Zwołano naradę na której Ezechiasz, abuna Yosab III  iczegie Uelde Ijesus stwierdzili, że nie reprezentują Galla, co było jasnym odniesieniem do Aligaza, lub jego rodziny. Kronika królewska zanotowała, że jeszcze tego roku w pobliżu Gonderu odbyła się bitwa, w której zostali pokonani dwaj przedstawiciele Kościoła Etiopskiego, oraz cesarz Ezechiasz. Niedługo potem Hajle Uand Beuessen uwolnił w Emakinie Tekle Gijorgisa. Na wieść o tym Ezechiasz wystąpił na czele armii z Gonderu do Tsendżany, a następnie do domu dedżazmacza Hajlu Eszte, gdzie dołączył do nich ras Aligaz i razem odbyli naradę.

## Koniec rządów Ezechiasza
Po następnych kilku bitwach przeciwko stronnictwu Tekle Gijorgisa, Ezechiasz uciekł do Dengel Beru. Ostatnia próba odzyskania stolicy przez Ezechiasza odbyła się pod koniec 1793, gdy sprzymierzył się z keniazmaczem Maredem, oraz dedżazmaczami Gugsą i Aklogiem. Po krótkim czasie wrócił do stronnictwa rasa Aligaza, a następnie Mared i Aklog miesiąc później powrócili do swoich prowincji. Oficjalnie od stycznia 1794 na tron powrócił Tekle Gijorgis I. Według Kroniki królewskiej w 1802 Ezechiasz spotkał swojego syna, cesarza Yguale Tsyjona w czasie wędrówki z Zage do Gonderu. Angielski podróżnik i egiptolog Henry Salt zanotował, że Ezechiasz wciąż żył czasie jego wyprawy na przełomie 1809 i 1810. Były cesarz zmarł we wrześniu 1813.